# میامی (نیومکزیکو)
میامی (به انگلیسی: Miami) یک منطقهٔ مسکونی در ایالات متحده آمریکا است که در شهرستان کالفکس، نیومکزیکو واقع شده‌است.